# Aspidoparia morar
Aspidoparia morar és una espècie de peix cipriniforme de la família dels ciprínids.

## Morfologia
- Els mascles poden assolir 17,5 cm de longitud total.[4][5]

## Reproducció
És ovípar.

## Hàbitat
És un peix d'aigua dolça i de clima tropical.

## Distribució geogràfica
Es troba a Àsia: l'Iran, l'Afganistan, el Pakistan, l'Índia, el Nepal, Bangladesh, Myanmar i Tailàndia.